# Garypus guadalupensis
Garypus guadalupensis es una especie de arácnido del orden Pseudoscorpionida de la familia Garypidae.

## Distribución geográfica
Se encuentra en México.